# Ludwig Storbeck
Ludwig Adolf Helmut Storbeck (* 18. April 1886 in Wittenberge; † 10. April 1966 in Dahl) war ein deutscher Historiker und Gymnasiallehrer.

## Leben
Ludwig Storbecks Eltern waren der Lokomotivführer Louis Storbeck und dessen Ehefrau Luise geb. Voigt. Er besuchte sechs Jahre die Knabenmittelschule und ein Jahr die Realschule seiner Geburtsstadt. Dann wechselte er an das Stadtgymnasium Halle, an dem er am 6. September 1905 das Reifezeugnis erwarb. Anschließend studierte er Geschichte, Klassische Philologie und Philosophie an der Friedrichs-Universität Halle und der Ludwig-Maximilians-Universität München. Am 13. Januar 1910 wurde er in Halle zum Dr. phil. promoviert. Sein Doktorvater war Theodor Lindner. Am 10. Dezember 1910 bestand er die erste Lehramtsprüfung und am 18. Februar 1911 die Erweiterungsprüfung. Er erhielt die Lehrbefähigung für Geschichte, Lateinisch und Griechisch für Oberstufen. An der Latina der Franckeschen Stiftungen absolvierte er 1911/12 sein Seminarjahr und am Domgymnasium Halberstadt 1912/13 sein Probejahr. 1913 bis 1914 war er Lehrer am Domgymnasium Magdeburg und 1914 bis 1916 am Domgymnasium Naumburg. Ab 1916 war er Oberlehrer am Gymnasium Stendal.
Storbeck tat sich insbesondere mit Veröffentlichungen zur Geschichte der Altmark hervor. Er befasste sich zudem mit Städtebau.

## Werke
- Die Nennung des eigenen Namens bei den deutschen Geschichtschreibern des Mittelalters. Kaemmerer, Halle a. S. 1910, zugleich Dissertation, Halle, 1909 (Digitalisat)
- Stendal. Dari Deutscher Architektur- und Industrie-Verlag, Berlin-Halensee 1921.
- Quellenkunde zur altmärkischen Geschichte. R. Behse, Stendal [1926] (online).
- Chronik der Stadt Stendal. Willmann, Magdeburg 1927.